# Dracy-Saint-Loup
Dracy-Saint-Loup ist eine französische Gemeinde mit 634 Einwohnern (Stand: 1. Januar 2022) im Département Saône-et-Loire in der Region Bourgogne-Franche-Comté. Die Gemeinde gehört zum Arrondissement Autun und zum Kanton Autun-1 (bis 2015: Kanton Autun-Nord).

## Geographie
Dracy-Saint-Loup liegt etwa sieben Kilometer nordnordöstlich von Autun am Drée und am Arroux. Umgeben wird Dracy-Saint-Loup von den Nachbargemeinden Cordesse im Norden, Igornay im Norden und Nordosten, Saint-Léger-du-Bois im Osten und Nordosten, Curgy im Osten und Südosten, Autun im Süden und Südwesten, Saint-Forgeot im Westen und Südwesten sowie Reclesne im Nordwesten.

## Bevölkerungsentwicklung
| 1962                       | 1968 | 1975 | 1982 | 1990 | 1999 | 2006 | 2013 | 2019 |
| -------------------------- | ---- | ---- | ---- | ---- | ---- | ---- | ---- | ---- |
| 546                        | 480  | 477  | 575  | 663  | 615  | 558  | 600  | 608  |
| Quellen: Cassini und INSEE |      |      |      |      |      |      |      |      |

## Sehenswürdigkeiten
- Kirche Saint-Loup
- Schloss Dracy-Saint-Loup aus dem 17. Jahrhundert, seit 2011 Monument historique

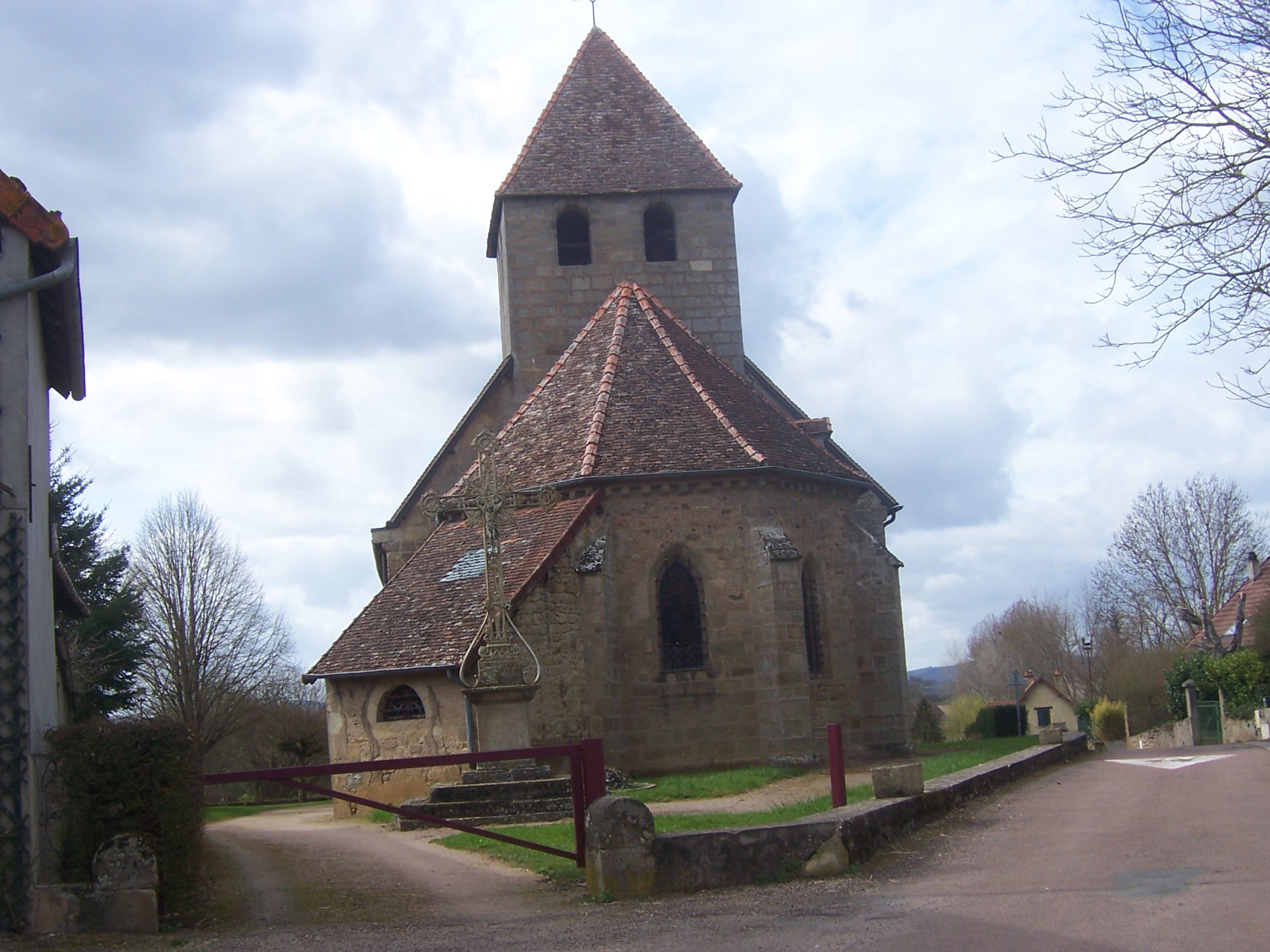
Kirche Saint-Loup
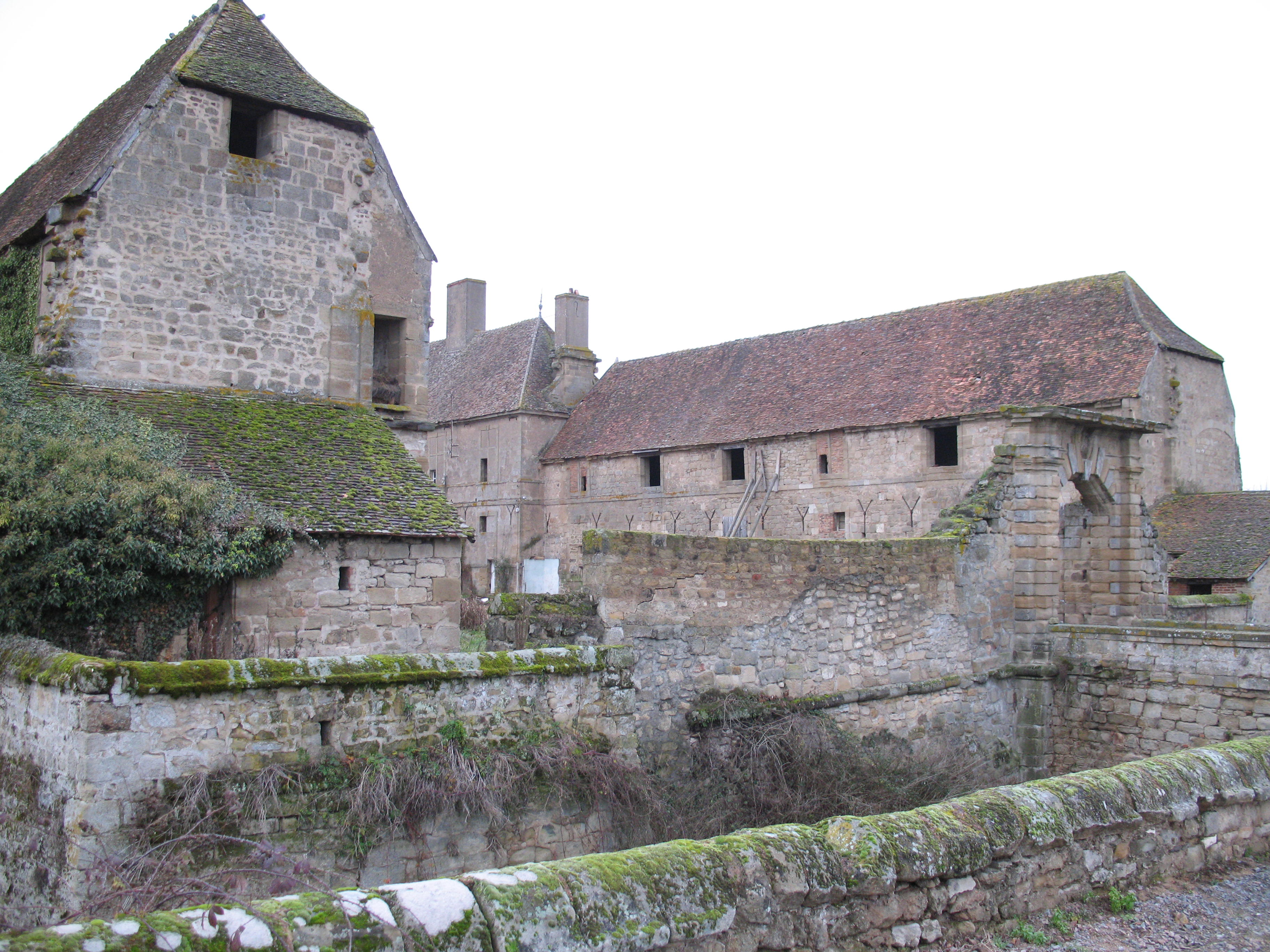
Schloss Dracy-Saint-Loup

## Persönlichkeiten
- Marius Canard (1888–1982), Historiker und Orientalist